# Slavonski lovac
Slavonski lovac je bio specijalizirani hrvatski mjesečnik za lovstvo. Izašao je u samo šest brojeva. Prvi je broj izašao 1952. godine. Izlazile su u Slavonskom Brodu, u izdanju Kotarskog lovnog savjeta iz Slavonskog Broda, kao nastavak Lovačkog biltena Kotarskog lovnog savjeta Slavonski Brod (ISSN 0456-7781) koji je izašao 1951. u 8 brojeva. Razlog izlaženje bilo je promicanje ideje lovstva na području Slavonije. Poticaj je bila činjenica što glasilo Hrvatskog lovačkog saveza Lovački vjesnik rijetko je i s kašnjenjem pisao o slavonskim lovcima. Glavni urednik Slavonskog lovca bio je Slobodan Digoš. Digoš je istaknuo da ovo glasilo nije htjelo biti konkurencijom, nego nadopunom u prostoru koji je Lovački vjesnik onda ostavljao nepokrivenim, te je zato nastojao lovačke teme približiti slavonskim lovcima.